# The Karate Kid Part III
The Karate Kid, Part III (prt: Momento da Verdade III, ou Karate Kid - O Momento da Verdade III; bra: Karatê Kid 3 - O Desafio Final) é um filme norte-americano de 1989, dos gêneros ação e drama, dirigido por John G. Avildsen, com roteiro de Robert Mark Kamen e estrelado por Ralph Macchio e Pat Morita.
É o terceiro filme da série Karate Kid, sendo o penúltimo com o ator Ralph Macchio.

## Sinopse
Em setembro de 1985, John Kreese, falido e desamparado após a perda de seus alunos devido aos eventos do primeiro filme, visita seu amigo da Guerra do Vietnã, um empresário obscuro chamado Terry Silver. Silver jura ajudá-lo pessoalmente a se vingar de Daniel LaRusso e do Sr. Miyagi e restabelecer Cobra Kai. Silver envia Kreese ao Taiti para relaxar e contrata Mike Barnes, um vicioso campeão nacional de caratê, para desafiar Daniel no torneio de caratê All-Valley. Ao retornar para Los Angeles de Okinawa, Daniel e Miyagi descobrem que o complexo de apartamentos South Seas está sendo reformado, deixando Miyagi desempregado e Daniel sem teto. Miyagi permite que Daniel more em sua casa, já que sua mãe Lucille está em Nova Jersey para cuidar de seu tio doente. Daniel usa os fundos da faculdade para ajudar a financiar o sonho de Miyagi de abrir uma loja de bonsai, e Miyagi o torna sócio do negócio. Enquanto isso, Silver aborda Daniel e Miyagi como um amigo, alegando que Kreese está morto e que está se desculpando em seu nome.  
Visitando a loja de cerâmica do outro lado da rua, Daniel conhece uma das funcionárias, Jessica Andrews. Mais tarde, ele descobre que ela é Ohio e ainda não fez nenhum amigo durante os dois meses em que trabalhou lá. Depois de ver uma foto dela escalando com um homem cujo rosto foi arrancado da foto, eles planejam sair para um encontro naquela noite. No entanto, quando Daniel vem buscar Jessica, eles decidem ser apenas amigos quando ele descobre que Jessica fez as pazes com o namorado.  
Mais tarde, Barnes e seus amigos, Snake e Dennis, perseguem Daniel e Jessica e até roubam os bonsais da loja de Miyagi. Daniel e Jessica decidem desenterrar e vender um valioso bonsai que Miyagi trouxe de Okinawa para substituir as árvores perdidas. Ao recuperá-lo, Barnes e seus amigos aparecem e retraem suas cordas de escalada, exigindo que Daniel se inscreva no torneio. Ele pede a Miyagi para treiná-lo para o próximo torneio, mas Miyagi se recusa devido aos seus princípios. 
Silver se oferece para treinar Daniel para o torneio no Cobra Kai dojo com uma série de técnicas brutais e violentas. Isso afasta Daniel de Miyagi e o leva a atacar violentamente um estranho que foi subornado por Silver para provocá-lo. Daniel pede desculpas e faz as pazes com Jessica enquanto ela se prepara para ir para casa. Ela o perdoa e o encoraja a fazer as pazes com Miyagi. Ele também promete enviar a ela um cartão de Natal ao sair.  
Mais tarde, após se desculpar com sucesso com Miyagi, Daniel visita Silver no Cobra Kai dojo para dizer que ele não competirá no torneio. Silver revela suas verdadeiras intenções para Daniel quando Barnes e Kreese aparecem. Barnes começa a derrotar Daniel, mas Miyagi intervém e derrota Kreese, Silver e Barnes. Após a briga, ele finalmente concorda em treinar Daniel. No torneio, Silver revela seu plano de usar a vitória do Cobra Kai para restabelecê-lo e transformá-lo em uma franquia de negócios. Barnes chega à rodada final para desafiar Daniel. Silver e Kreese instruem Barnes a fazer Daniel sofrer ganhando e perdendo pontos usando táticas ilegais. A partida termina em uma prorrogação de morte súbita. Daniel quer desistir, mas Miyagi o incentiva a continuar, dizendo que embora não haja problema em perder para o oponente, Daniel não deve perder para o medo e que seu melhor caratê ainda está dentro dele. Com esse incentivo, Daniel executa o kata e atinge Barnes para vencer o torneio, enquanto Kreese e Silver ficam desanimados com seus planos de reviver Cobra Kai agora acabados.  

## Elenco
- Pat Morita ... Kesuke Miyagi
- Ralph Macchio ... Daniel Larusso
- Robyn Lively ... Jessica
- Thomas Ian Griffith ... Terry
- Martin Kove ... Kreese
- Sean Kanan ... Mike Barnes
- Jonathan Avildsen ... Snake
- Christopher Paul Ford ... Dennis
- Randee Heller ... Lucille
- Pat E. Johnson ... Árbitro
- Frances Bay ... Sra. Milo
- Joseph V. Perry ... Tio Louie
- Jan Triska ... Milos
- Diana Webster ... Margaret
- Rafaela Giachinni - Pequena-Aprendiz
- Andrew (Black Jacket) Coffee - Crush Pequena-Aprendiz

## Lançamento
The Karate Kid, Part III foi produzido pela Columbia Pictures e pelo Weintraub International Group. Sendo lançado nos Estados Unidos dia 30 de Junho de 1989, na França dia 19 de Julho e em Portugal dia 25 de Agosto do mesmo ano.

## Recepção
O filme recebeu críticas negativas, sendo rejeitado pelos principais críticos de cinema. A já mencionada fórmula do sucesso do primeiro filme, não emplacou aqui. A falta de aptidão do ator Ralph Macchio para artes marciais, que no primeiro filme foi tolerável por ele aparentar ser apenas um menino franzino, aqui não se faz presente, (o ator estava com 27 anos na época).
A produção pecou em sugerir ao público que havia passado-se apenas um ano (na verdade eram 5).
As belas cenas de Kata com o litoral californiano ao fundo e as frases prontas do senhor Myiagi, em 1989, não surtiram mais efeito. Personagens como Jessica e Mike plagiam claramente os personagens Ali e Johnny do primeiro filme.
Esse filme fez negócios consideravelmente menores do que os dois primeiros filmes da série, agregando apenas $39 milhões nas bilheterias. Além de ser o início da decadência do ator Ralph Macchio, tanto que no 4º filme, foi substituído pela atriz Hilary Swank. Depois do filme receber várias críticas negativas, contando a atuação exagerada de Macchio, Ralph até trabalhou em outros filmes como em "Meu Primo Vinny" (1992), ao lado de Marisa Tomei, que não teve muito destaque.

### Premiações
Framboesa de Ouro
- Recebeu 5 indicações, nas categorias de pior filme, pior diretor, pior ator (Ralph Macchio), pior ator coadjuvante (Pat Morita) e pior roteiro.